# Cova de la Guineu
La Cova de la Guineu és un jaciment arqueològic situat al municipi de Font-rubí (Alt Penedès), inclòs a l'Inventari del Patrimoni Arqueològic i Paleontològic de Catalunya.
Ha estat freqüentat pels humans des del Paleolític fins a l'edat contemporània com a zona d'habitació, ja sigui de forma continuada o de forma esporàdica, com a zona d'emmagatzematge, cleda o cambra sepulcre.

## Situació geogràfica i geològica
La cova de la Guineu està a la Serralada Prelitoral Catalana, dins de la serra de Font-rubí, concretament al Puig de la plana Pineda.
La geologia del terreny és la típica del Juràssic-Triàsic amb una capa de gresos vermells del keuper, coberta per una capa de roca calcària del Muschelkalk, en la qual es va formar la cova. La formació d'aquesta cova és resultat d'un modelatge càrstic del paisatge, és a dir l'aigua es va filtrar a través de les esquerdes formades en la superfície de la roca, dissolent el carbonat càlcic i formant la cova.
Des del Tardiglaciar de la cova s'ha anat colmatant progressivament, fins a tenir l'aparença d'un cau al segle xx. Les excavacions arqueològiques ens mostres que el rebliment més antic es deu a la pròpia dinàmica càrstica, que va a causar la dissolució de la roca calcària per acció de l'aigua i la seva transformació en argiles vermelles. La colmatació més moderna es deu a arribada de dipòsits de vessant. A això li hem d'afegir la constant caiguda de blocs de la paret de la cova, destaquen tres episodis: El primer en un moment no determinat del Paleolític, el durant l'Epipaleolític i l'últim en Època medieval.

## Descobriment i historiografia del jaciment

### Descobriment
El jaciment va ser descobert per Però Giro Romeu en 1951.

### Intervencions AECCM
Entre 1979 i 1982 l'Associació d'Estudis Científics i Culturals de Mediona, van buidar la cova. Aquestes intervencions van afectar els nivells d'època ibèrica que responien a ocupacions esporàdiques de la cova, a nivells de l'edat del bronze, de l'Eneolític i del Neolític antic.

### Excavacions científiques
La primera excavació científica que es du a terme a la Cova de la Guineu és dirigida per Josep Mestres i Mercades, membre de la secció d'arqueologia del museu de Vilafranca del Penedès 1983, que va realitzar un sondeig de 2x2 m, a l'àrea menys afectada per les actuacions del AECCM. Posteriorment des de 1898 l'Equip Guineu ha excavat cada any la cova fins a l'actualitat i ha dut a terme altres tasques de recerca a la zona, com ara el garbellat de la terra abocada a l'exterior de la cova durant les actuacions de AECC, així com la prospecció del territori adjacent, descobrint altres jaciments com la Coves del Bolet (1992), Cova del Toixó (1993), Cova de la Plana Pineda (1994) i Cova del bon Jaumet (1995).

## Troballes
Durant els treballs duts a terme se han documentat disset nivells, corresponent a diferents cronologies i usos, a continuació una breu síntesi dels nivells paleolítics, epipaleolític i les posteriors ocupacions de forma encara més abreujades: 

### Ocupació paleolítica
Els tretze nivells anteriors a l'Epipaleolític, trobats en un sondeig realitzat al quadre E4, semblen indicar un ús esporàdic de la cova en un moment indeterminat del Paleolític. Aquestes ocupacions es caracteritzen per la presència de llars de foc molt simples i d'indústria lítica, principalment gratadors i elements de talla microlaminar amb el dors rebaixat.

### Ocupacions epipaleolítiques
La primera ocupació intensiva de la cova es produeix en els nivells IIIA i IIIb on s'ha trobat un major quantitat de restes. En aquests dos nivells s'han distingit quatre sòls d'ocupació on trobem restes de fauna i indústria lítica, principalment gratadors i elements de talla microlaminar amb el dors rebaixat.
Durant aquestes quatre ocupacions els habitants de la cova van reutilitzar una llar en cubeta i delimitada per pedres, on s'ha trobat abundants restes de fauna i indústria lítica, que ens permeten relacionar aquesta estructura amb el preparat d'aliments així com a la producció d'indústria lítica. A més durant aquestes ocupacions es van a fer servir altres llars més senzilles.
Pel que fa a la indústria lítica cal dir que el 90% dels instruments estan tallats en sílex, i la resta en quars, quarsita. Les tipologies més comunes són els gratadors i els elements de talla microlaminar amb el dors rebaixat. La troballa d'un punxó sobre un metapode de cabra, ens mostra que aquestes comunitats també haurien produït indústria òssia.
Respecte a la fauna trobada cal dir que el 90% de les restes de fauna corresponen a restes de conill i malacofauna continental concretament a cepea nemoralis i hortensis, és a dir cargol ratllat i cargol de llavi blanc, les troballes de malacofauna marina són molt escasses i semblen indicar una explotació puntual d'aquest recurs. Caldria destacar la presència de una valva de glycimeres amb una perforació per a ser utilitzada com un penjol. També es troben algunes restes de macromamífers com cérvol, cabra salvatge, senglar i cabirol i d'aviofauna com la perdiu. En definitiva estem davant del patró de caça i recol·lecció observat en altres assentaments de la mateixa cronologia en aquesta zona.
Sobre les pautes d'aprofitament de la flora, únicament s'ha pogut documentar l'ús de llenya per fer foc, encara que és possible que els grups que van habitar aquesta cova també recol·lectessin fruits que creixen a la zona. L'estudi dels carbons ens ha mostrat que les espècies explotades estan properes a la cova i són sobretot pi, roure i cirerer de guineu. En algunes llars només trobem l'ús de pi i en altres aquesta espècie es combina amb roure o amb el cirerer de guineu. L'ús de diferents combustibles podria indicar un ús diferent de les llars.

### Ocupacions posteriors
Durant el Neolític cardial i postcardial la cova va ser usada com cleda i lloc d'emmagatzematge, com ens mostra la presència de fumiers i restes de ceràmica. Posteriorment durant el tercer i quart mil·lenni a cova adquireix un ús funerari, havent estat enterrada en ella entorn d'uns 70 individus acompanyats dels seus respectius aixovars funeraris. Durant el bronze final la cova reprèn la seva funció com cleda i lloc d'emmagatzematge. finalment Des d'època ibèrica, fins al segle XX la cova és utilitzada de manera intermitent, alternat usos de cleda i habitació. D'època ibèrica caldria destacar un possible ús ritual de la cova

### Contextualització cultural, mediambiental, econòmica, social i ideològica
A la Cova de la Guineu es registren ocupacions d'un moment indeterminat del Paleolític i de l'Epipaleolític protagonitzades per grups de caçadors recol·lectors. Els materials trobats a la fase epipaleolítica, ens mostra que l'ús d'aquesta cova fou puntual, probablement relacionades amb desplaçaments o l'aprofitament d'un recurs. És en l'Epipaleolític on troben una major freqüentació d'aquesta cova. Durant aquest període l'economia d'aquests grups es basa en una explotació intensiva i diversificada de l'entorn, un aspecte característic dels grups epipaleolítics.
Així doncs conèixer les característiques de l'entorn és important per conèixer l'economia d'aquests grups. La principal font d'informació sobre les característiques de l'entorn ens l'aporten els estudis de les restes antracològics, malacològics, i de la microfauna.
Cabria destacar la informació aportada pels estudis antracològics dels carbons procedents del nivell III, datat en 9850 + - 50, realitzats pel Laboratori físic-químic del Museu d'Arqueologia de Barcelona que ens permet veure els canvis climàtics que es van produir durant el final del Plistocè i inicis de l'Holocè.
Els carbons procedents de la base d'aquest nivell ens mostren una vegetació típica d'un clima fred i sec, dominat per la rouredes a les zones més humides i per pinedes i màquia les zones més àrides, mentre que els carbons procedents de la part superior d'aquest nivell ens mostra un augment de la presència del roure, el teix i l'auró blanc en detriment del pi, el que ens indica un augment de la pluviositat i suavització de les temperatures. També apareixen pollancres, alzines i brucs que són propis de climes temperats i plujosos.